# Keissleriella subalpina
Keissleriella subalpina är en svampart som först beskrevs av Rehm, och fick sitt nu gällande namn av S.K. Bose 1961. Keissleriella subalpina ingår i släktet Keissleriella och familjen Massarinaceae.   Inga underarter finns listade i Catalogue of Life.